# North Pest Vipers 2005
Questa voce raccoglie le informazioni riguardanti i North Pest Vipers nelle competizioni ufficiali della stagione 2005.

## Amichevoli
| Budapest 8 ottobre 2005 | North Pest Vipers | 22 – 42 | St. Lawrence Giants | Orczy Kert |

## Scrimmage
| Budapest 23 ottobre 2005 | North Pest Vipers | 1 – 1 | Budapest Black Knights | Orczy Kert (200 spett.) |

## Statistiche di squadra
| Competizione | %Vittorie | In casa | In casa | In casa | In casa | In casa | In casa | In trasferta | In trasferta | In trasferta | In trasferta | In trasferta | In trasferta | Totale | Totale | Totale | Totale | Totale | Totale |
| Competizione | %Vittorie | G       | V       | N       | P       | Pf      | Ps      | G            | V            | N            | P            | Pf           | Ps           | G      | V      | N      | P      | Pf     | Ps     |
| ------------ | --------- | ------- | ------- | ------- | ------- | ------- | ------- | ------------ | ------------ | ------------ | ------------ | ------------ | ------------ | ------ | ------ | ------ | ------ | ------ | ------ |
| Amichevoli   | .000      | 1       | 0       | 0       | 1       | 22      | 42      | 0            | 0            | 0            | 0            | 0            | 0            | 1      | 0      | 0      | 1      | 22     | 42     |
| Scrimmage    | .500      | 1       | 0       | 1       | 0       | 1       | 1       | 0            | 0            | 0            | 0            | 0            | 0            | 1      | 0      | 1      | 0      | 1      | 1      |
| Totale       | .250      | 2       | 0       | 1       | 1       | 23      | 43      | 0            | 0            | 0            | 0            | 0            | 0            | 2      | 0      | 1      | 1      | 23     | 43     |